# Sidonie von Böhmen

Hochzeit mit Albrecht; Wandbild aus dem 19. Jh. in der Albrechtsburg Meißen

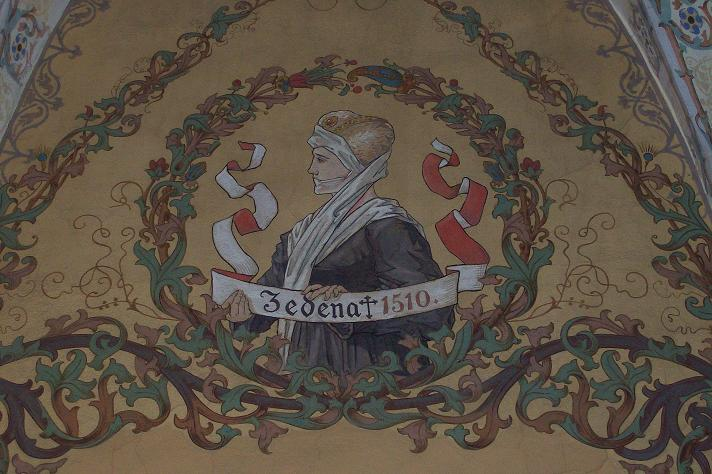
Bildnis der Zedena aus dem 19. Jh. in der Albrechtsburg Meißen

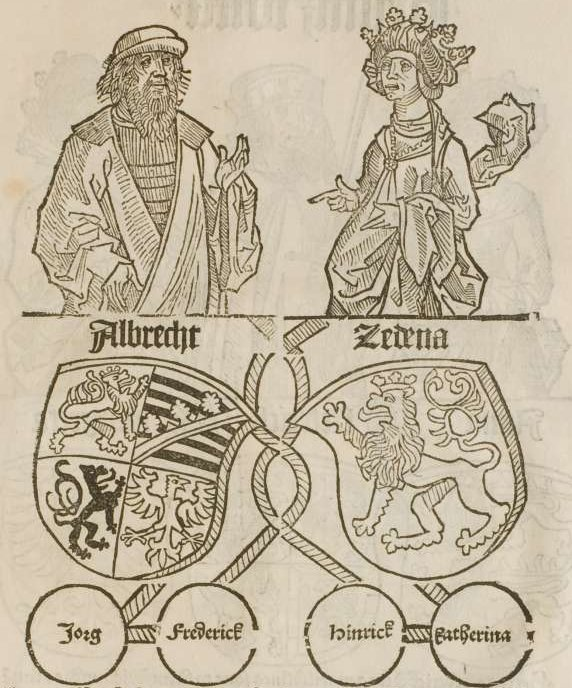
Phantasiedarstellung des Ehepaars aus der Sachsenchronik 1492

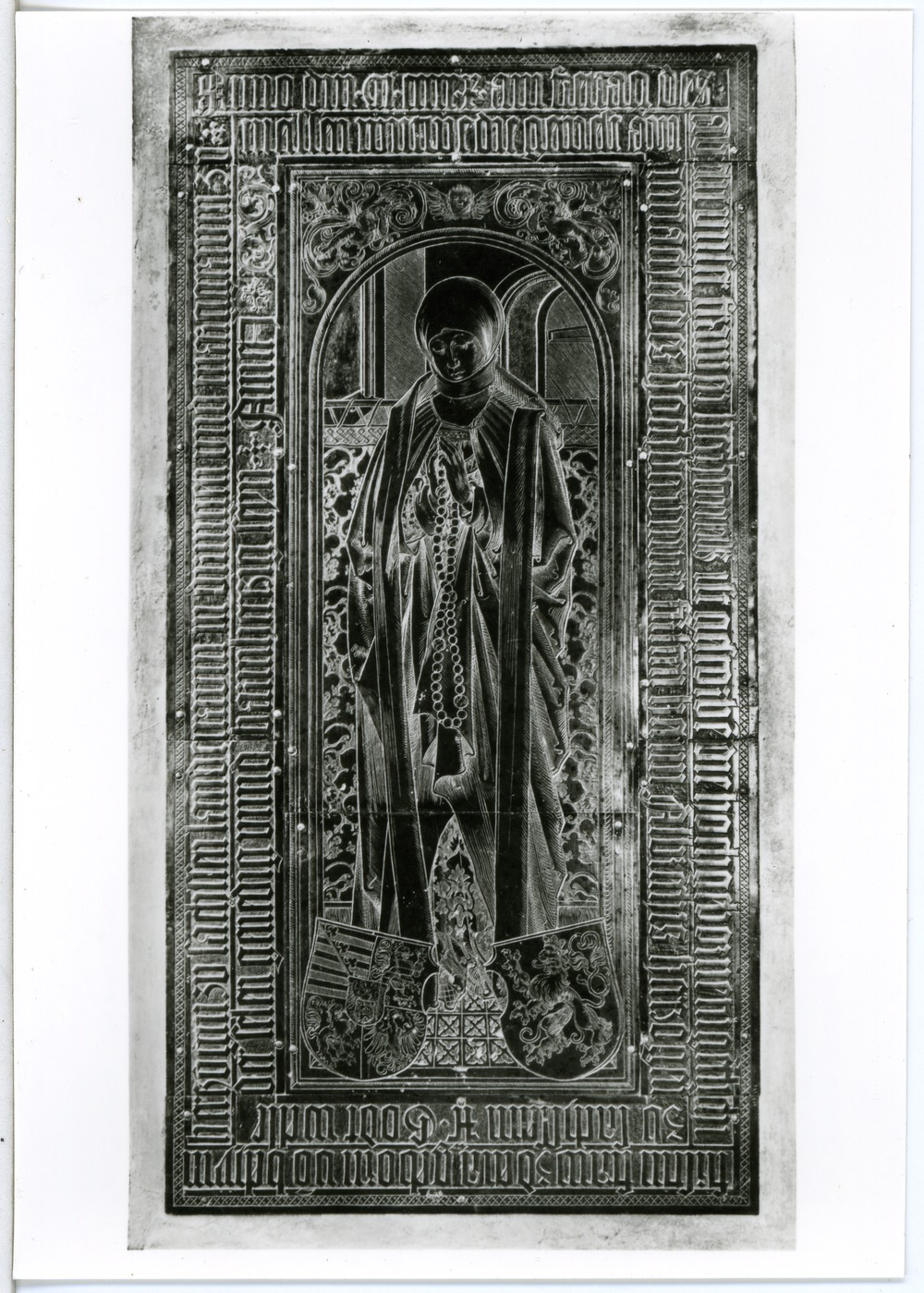
Grabplatte der Herzogin in der Fürstenkapelle im Meißner Dom

Sidonie von Böhmen (auch: Zdeňka von Podiebrad; tschechisch Zdeňka z Poděbrad; * 14. November 1449 in Podiebrad, Chrudimer Kreis; † 1. Februar 1510 in Tharandt) war eine sächsische Herzogin.

## Leben
Sidonie, auch Zdeňka oder Zedena genannt, war die Tochter des böhmischen Königs Georg von Podiebrad. Ihre Mutter Kunigunde von Sternberg starb kurz nach der Geburt von Sidonie und ihrer Zwillingsschwester Katharina.
Am 11. November 1459 wurde die fast Zehnjährige zu Eger mit dem sächsischen Herzog Albrecht verheiratet, womit der am 25. April 1459 geschlossene Vertrag von Eger besiegelt wurde. Zdeňka folgte ihrem Bräutigam nach Meißen. Der Vollzug der Ehe (Beilager) erfolgte am 11. Mai 1464 auf der Burg Tharandt.
Die auch durch den Prinzenraub bekannten Brüder Ernst und Albrecht lebten gemeinsam mit ihren Frauen im Dresdner Schloss, später auf der Meißner Burg. 1485 erfolgte die Teilung des Landes. Albrecht führte Krieg gegen die Niederlande. Zdeňka weigerte sich, ihm zu folgen und zog sich auf die spätere Albrechtsburg in Meißen, den ersten europäischen Schlossbau, bzw. ab 1476 auch auf ihr Heiratsgut, die Burg Tharandt, zurück. Sie hatten acht Kinder, von denen vier früh starben.
1495 stiftete sie das Kirchenfest der Heiligen Lanze, nachdem sie von einem Steinleiden befreit worden war. Nach 1500 veranlasste sie Werkausgaben der Mystikerinnen und Theologinnen Mechthild von Magdeburg (um 1207–1284/92), Gertrud von Helfta (1256–1301/02) und Mechthild von Hackeborn (1241–1298/9) aus dem Kloster Helfta. 1503 gab Marcus von Weida (1450–1516), ein Dominikaner aus dem Leipziger Paulinerkloster und „Volksschriftsteller“, das mystische Werk „Liber specialis gratiae“ der Mechthild von Hackeborn bei dem Leipziger Melchior Lotter in Druck. Er berichtet in der Vorrede, dass ihn Herzogin Zedena in Tharandt empfangen habe und sie dort gemeinsam eine deutsche Übersetzung des Buches studierten, worauf die Herzogin den Wunsch äußerte, dass ein so vortreffliches Buch gedruckt werden möge.
Von Zdeňka sind an die hundert Briefe erhalten (2009 ediert). In einem lobt sie ein Buch des Mystikers Johannes Tauler.
Verwitwet am 12. September 1500, bezog sie ihren Witwensitz auf der Burg Tharandt, wo sie zehn Jahre später starb. Ihr Grab befindet sich im Meißner Dom.
Zur Erinnerung an ihr tugendhaftes und frommes Leben stiftete das Königreich Sachsen 1870 den Sidonien-Orden. In Tharandt ist heute die Apotheke nach ihr benannt. Die Tharandter Sidonienquelle war eine Heilquelle (Sauerbrunnen), die nach ihr benannt wurde. Auch eine Straße trug in Tharandt einst ihren Namen (heute Pienner Straße).

## Nachkommen
Von den acht Kindern aus der Ehe mit Herzog Albrecht überlebten das Kindesalter:
- Katharina (* 24. Juli 1468),
- Georg (* 27. August 1471),
- Heinrich der Fromme (* 16. März 1473)
- Friedrich (* 26. Oktober 1473).